# ضد مجهول (مسلسل)
ضد مجهول، هو مسلسل درامي مصري عرض في رمضان عام 2018

## قصة العمل
مهندسة ديكور تدعى (ندى وصفى) متزوجه ولديها ابنة اسمها (ريم) من زوجها الأول (عصام)، تحدث خلافات كبيرة بينها وبين زوجها الذي يعترض على عملها واهتمامها الزائد به وتأخرها كل يوم، وبعد ذلك يقوم بتخييرها بينه وبين عملها إلا أنها تختار عملها ويقوم بتطليقها ويحرمها من ابنتها الوحيدة، وتمر بحادث كبير يقلب حياتها رأسا على عقب، وتقتل ابنتها بعد تعرضها للاغتصاب، وتقوم ندي بالبحث عن القاتل وتظهر لها صديقة عبارة عن شخصية وهمية في مخيلتها اسمها دينا تساعدها في ايجاد القاتل 

## انتقادات طالت العمل
اتُّهِمَ الكاتب بسرقة فكرة العمل الرئيسية من الفيلم الأميركي Eye for an Eye (العين بالعين) الذي عُرِض عام 1996 وهو من بطولة «سالي فيلد» وإخراج «جون شليزنغر»، المأخوذ عن رواية بالاسم نفسه للروائية الأميركية «أريكا هولزر»، ثم قدمته السينما الهندية بعد سنتين تحت اسم Dushman دوشمان، مع عدم إغفال اسم الرواية التي أعد عنها العمل حفاظًا على حقوق الآخرين.
تسببت نهاية مسلسل «ضد مجهول» بعد أن استعان مخرج العمل بمشهد يشابه مشهد إعدام تنظيم «داعش» الإرهابي الطيار الأردني، النقيب معاذ الكساسبة.
وطالب رواد مواقع التواصل الاجتماعي في الأردن، بتحميل مخرج المسلسل، طارق رفعت، وكاتبه، أيمن سلامة، المسؤولية الكاملة عن هذا الأمر، وليس بطلته، غادة عبد الرازق، وحدها، حيث تظهر الأخيرة في نهاية المسلسل، وهي تقوم بإحراق مغتصب ابنتها وقاتلها، كما أحرق «داعش» الطيار الكساسبة في فبراير/شباط 2015، واتهمت بالإساءة له، وأنها ساوت، في هذه النهاية، بين شهيد ومجرم اغتصب قاصراً وقتلها من دون رحمة.

## الممثلون
- غادة عبدالرازق: (ندى)
- حنان مطاوع (دنيا)
- دياب (حمدي)
- روجينا (مايا)
- أحمد سعيد عبد الغني (عصام)
- فراس سعيد (حازم)
- محمد جمعة (جمال)
- محمد الكيلاني (عمر)
- رانيا منصور (علا)

- مصطفى درويش (فرعون)
- خالد محمود (الضباط رمزي)
- مها نصار (شيماء)
- جومانا فؤاد (ريم)
- ياسر الزنكلوني (أنور العتال)
- محمد دسوقي
- عماد الطيب
- أحمد حبشي
- إبراهيم ظريف

- مروة الأزلي
- هالة السعيد
- حنان العربي
- أحمد عنان (جاويش)
- ريم عبد القادر (رنا بنت ندي الصغري)
- تيم هاني (طفل)
- عفاف مصطفى
- ياسمين رحمي
- محمد غنيم